# Disocactus ackermannii
Disocactus ackermannii, conocida comúnmente como junco rojo, nopalillo orquídea real o pitaya roja, es una especie de planta suculenta perteneciente al género Disocactus, dentro de la familia Cactaceae. Es endémica del sur de México (concretamente de los estados de Chiapas, Oaxaca, Puebla y Veracruz).

## Descripción
Disocactus ackermannii es una especie de cactus epífito de hábito colgante, que se desarrolla sobre árboles. Es arbustivo, se ramifica desde la base y puede alcanzar alturas de hasta 30 cm. Los tallos son aplanados, alargados y con forma de hoja. Inicialmente son erectos, aunque con el tiempo se vuelven colgantes. Miden de 20 a 40 cm de largo (generalmente menos de 30 cm), pero a veces pueden llegar a medir hasta 1 m de longitud. Tienen nervaduras centrales y laterales prominentes, y los márgenes son crenados (con el borde dentado).

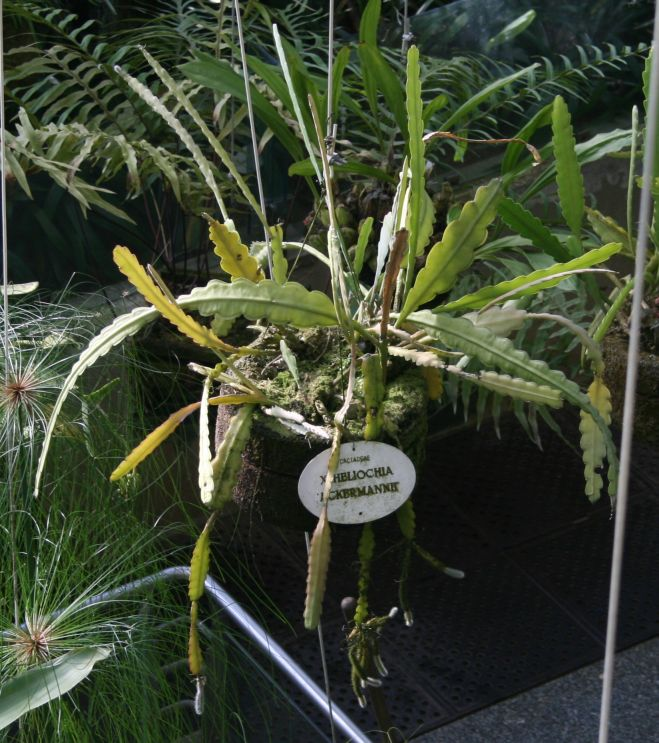
Detalle de las hojas

En los tallos se distinguen dos zonas: una base redondeada en sección transversal que mide de 10 a 18 cm de largo, y una porción superior aplanada que mide de 10 a 75 m de largo y de 5 a 7 cm de ancho. La epidermis, aunque inicialmente es de color marrón, con la edad se vuelve verde oscuro. Presentan areolas con espinas delgadas y cortas en forma de cerda, aunque sólo aparecen en las porciones más jóvenes e inferiores.
Las flores son grandes, curvadas y en forma de embudo. Se abren durante el día y son de color rojo escarlata con la garganta verdosa. Miden de 11 a 14 cm de largo y de 10 a 15 cm de diámetro. Los estambres tienen filamentos de color rojo con la base verdosa y las anteras son rosa pálido. Tienen estigmas de color rojo o violáceo sin lóbulos blancos y su época de floración es en primavera. 

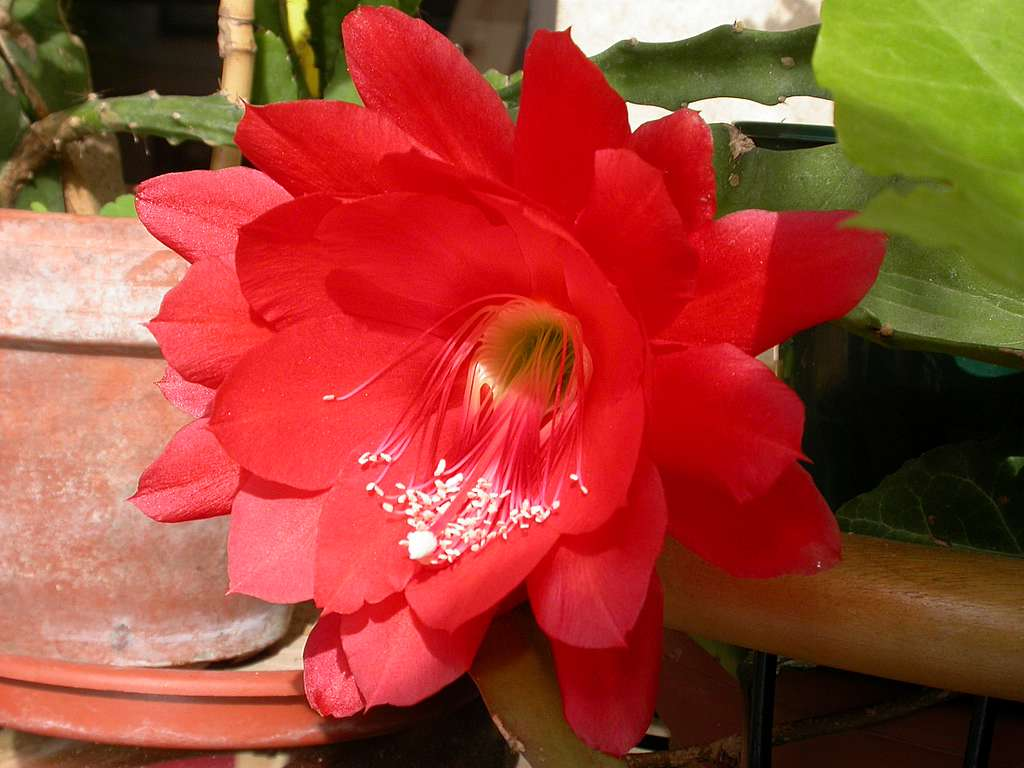
Detalle de la flor

Los frutos van de ovoides a oblongos y son de color verde a rojo parduzco. Miden hasta 4 cm de largo y de 2 a 2,5 cm de diámetro.

## Distribución y hábitat
El área de distribución nativa de esta especie es el sur de México (concretamente en los estados de Chiapas, Oaxaca, Puebla y Veracruz). Habita principalmente en el bioma tropical estacionalmente seco, entre los 1800 y 2500 metros sobre el nivel del mar.
La planta crece sobre árboles como epífita estricta y se encuentra en los bosques nubosos de la selva tropical, donde prefiere espacios abiertos. Sus raíces se incrustan en la corteza de los árboles huéspedes para anclarse y fijarse, por lo que su único acceso a la humedad y los nutrientes proviene de la lluvia y los excrementos que caen desde arriba. Además, siempre crecen bajo el dosel de los árboles y nunca están expuestas al sol directo.

## Taxonomía
La primera descripción de esta especie fue como Epiphyllum ackermannii, publicada en 1829 por el botánico británico Adrian Hardy Haworth en Philosophical Magazine, or Annals of Chemistry, n.s., 6: 109.
Más tarde, el botánico alemán Ralf Bauer trasladó la especie al género Disocactus, por lo que pasó a llamarse Disocactus ackermannii. Registró estos cambios en las revista científica Cactaceae Systematics Initiatives 17: 16, publicada en 2003.

Etimología
- Disocactus: nombre genérico formado a partir de las palabras griegas dis (que significa 'dos veces'), isos (que significa 'igual) y kaktos (que significa 'cardo' o 'planta espinosa'), en alusión a los tallos aplanados con forma de hoja (con dos lados idénticos) que presentan las especies de este género.[6]
- ackermannii: epíteto específico otorgado en honor al cultivador de cactus alemán Georg Ackermann, quien, según Adrian Hardy Haworth, descubrió la especie en México.[7][8]

### Subespecies
Actualmente se distinguen dos subespecies:
| Imagen | Subespecie                                                       | Descripción | Distribución                |
| ------ | ---------------------------------------------------------------- | --- | --------------------------- |
|        | Disocactus ackermannii subsp. ackermannii                        | Tiene tallos aplanados de 35 a 75 cm de longitud. Las flores tienen un diámetro de 10 a 15 cm y los tépalos del perianto miden de 7 a 10 cm. | Sur de México               |
|        | Disocactus ackermannii subsp. conzattianus (T.MacDoug.) U.Guzmán | Tiene tallos aplanados de 10 a 50 cm de longitud. Las flores tienen un diámetro de 4,5 a 6 cm y los tépalos del perianto miden de 4 a 6 cm.  | Suroeste de México (Oaxaca) |

Sinonimia
- Sinónimos de Disocactus ackermannii subsp. ackermannii:
  - Cereus ackermannii Pfeiff., 1837
  - Disocactus ackermannii f. candidus (Alexander) Barthlott, 1991
  - Epiphyllum ackermannii f. candidum Alexander, 1947
  - Epiphyllum cruentum Anon., 1880

- Sinónimos de Disocactus ackermannii subsp. conzattianus:
  - Disocactus ackermannii var. conzattianus (T.MacDoug.) Barthlott, 1991
  - Heliocereus conzattianus (T.MacDoug.) Doweld, 2001 publ. 2002
  - Nopalxochia ackermannii var. conzattianum (T.MacDoug.) Kimnach, 1981
  - Nopalxochia conzattiana T.MacDoug., 1947
  - Phyllocactus weingartii A.Berger, 1920
  - Pseudonopalxochia conzattiana (T.MacDoug.) Backeb., 1959

## Estado de conservación
En la Lista Roja de Especies Amenazadas de la UICN, la especie está clasificada como de “Preocupación Menor (LC)”. No se conocen amenazas importantes para la conservación de esta especie, ya que aunque se utiliza localmente como ornamental y se extrae de poblaciones silvestres, la planta se propaga fácilmente vegetativamente.

## Usos
Disocactus ackermannii se cultiva principalmente como planta ornamental debido a su atractivo follaje y flores. Es una especie longeva y, con los cuidados adecuados, puede mantenerse saludable durante muchos años. Su propagación resulta sencilla, ya sea mediante esquejes o mediante injertos. En este último caso, se suele utilizar como portainjerto a Acanthocereus tetragonus, una especie compatible que favorece un crecimiento más vigoroso y una mayor resistencia de la planta. A diferencia de muchos cactus terrestres, esta especie crece con vigor cuando se planta en mezclas con un alto contenido de materia orgánica, especialmente aquellas que contienen esfagno, un sustrato común en el cultivo de orquídeas, bromelias y otras plantas epífitas.

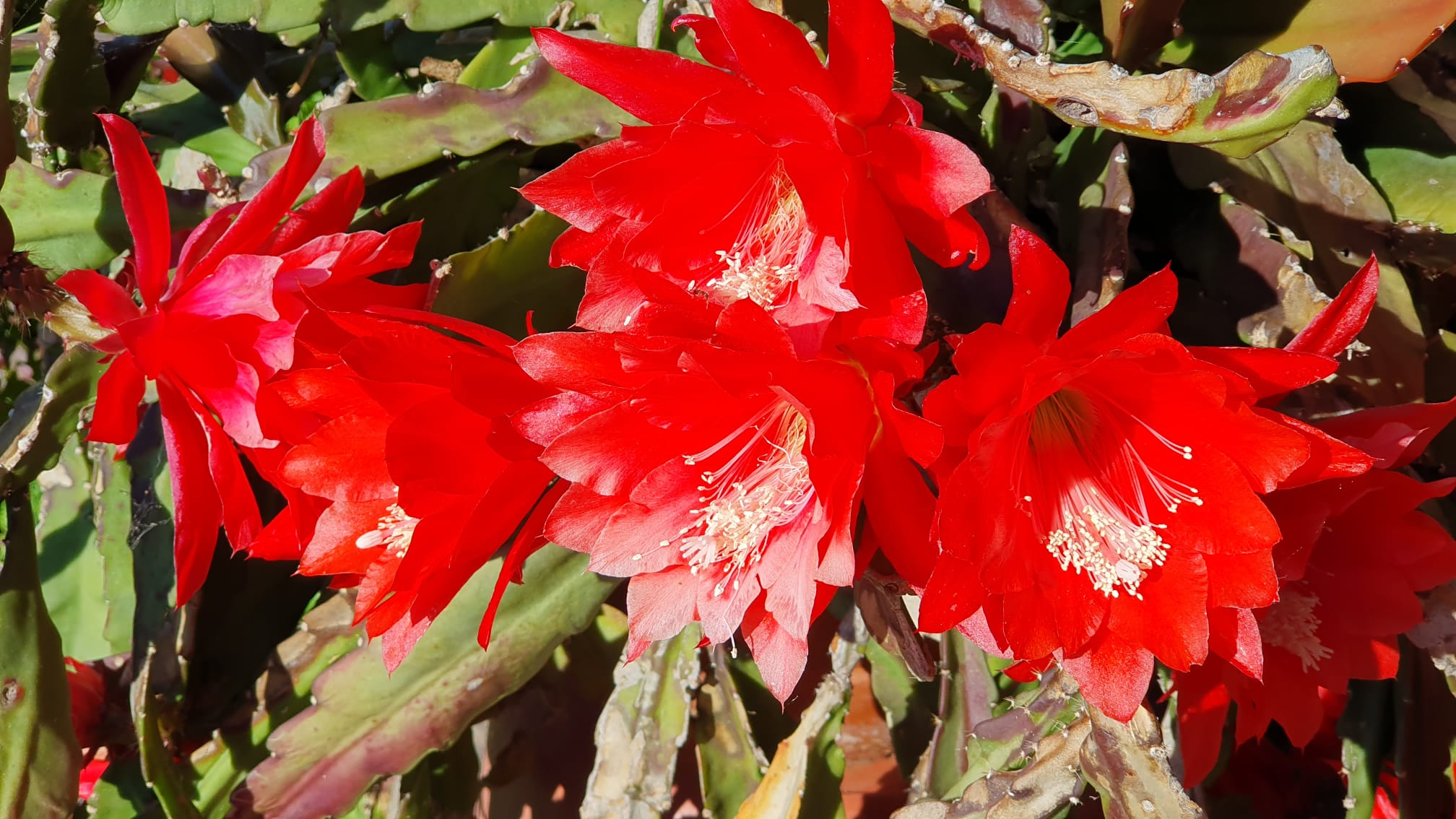
Cultivo en flor

Durante el verano, necesita riegos abundantes y sombra parcial, aunque conviene dejar que el sustrato se seque ligeramente entre riegos. En la etapa de floración, el sustrato debe mantenerse húmedo pero sin llegar al encharcamiento. Una vez finalizada la floración, conviene reducir el riego durante un par de meses. Este período resulta adecuado para realizar el trasplante, si es necesario.
La planta es sensible a los movimientos, ya que puede perder fácilmente los brotes. Por eso, no debe cambiarse de lugar cuando empiecen a formarse los botones florales, ya que incluso variaciones mínimas en el entorno pueden provocar su caída.

### Especies similares
En cultivo, Disocactus × jenkinsonii, un híbrido entre D. phyllanthoides y D. speciosus, ha sido confundida con D. ackermannii, distribuyéndose con el nombre de Phyllocactus ackermannii.